# Cyclidius nero
Cyclidius nero är en skalbaggsart som beskrevs av Macleay 1838. Cyclidius nero ingår i släktet Cyclidius och familjen Cetoniidae. Inga underarter finns listade i Catalogue of Life.